# Las Primaveras
Las Primaveras es una localidad del estado mexicano de Jalisco. Es parte del municipio de San Gabriel.

## Demografía
| Censo | Población |
| ----- | --------- |
| 2010  | 1 023     |
| 2020  | 1 397     |